# Gila Gamliel
Gila Gamliel (en hébreu : גילה גמליאל), née le 24 février 1974 à Guedera, est une femme politique israélienne, membre du Likoud.

## Biographie
Gamliel étudie l'histoire du Moyen-Orient et la philosophie à l'université Ben Gourion du Néguev et est alors présidente du conseil des étudiants. Elle suit également des études de droit au Ono Academic College et à l'université Bar-Ilan.
Gila Gamliel s'est remariée et habite à Tel Aviv-Jaffa.
Du 17 février 2003 au 17 avril 2006, elle est membre de la Knesset, puis de nouveau depuis le 24 février 2009.
Du 30 mars 2005 au 14 janvier 2006, elle est secrétaire d'État pour l'agriculture et le développement de la campagne dans le gouvernement Sharon II. 
En 2009, elle est à nouveau secrétaire d'État, chargée du développement des jeunes, des étudiants et des femmes dans le gouvernement Netanyahou II
Gamliel a été nommé ministre des Retraités, des Étudiants, de la Jeunesse et de l'Égalité des genres à la suite des élections de 2015 .
Elle a été nommée ministre du Renseignement dans le 37e gouvernement à l'issue des élections de 2022 .
En 2023, Gamliel a suggéré que la « réinstallation volontaire des Palestiniens à Gaza » était une option.  Il a été rapporté, dans le contexte de pourparlers clandestins entre certains responsables israéliens et leurs homologues congolais , dans le but de réinstaller les Gazaouis dans ce pays africain, qu'elle avait plaidé en faveur de leur « émigration humanitaire », compte tenu de l'état de la bande de Gaza après la guerre. 

## Vie personnelle
Alors qu'elle était à l'Université Ben Gourion, Gamliel est sortie avec Sagiv Assulin, avec qui elle a travaillé en étroite collaboration au sein de l'association des étudiants, le couple étant devenu connu sous le nom de "Sagilon". Assulin figurait également sur la liste du Likoud pour les élections de 2009, mais à la 35e place, et il n'a pas réussi à remporter de siège.  Gamliel est maintenant marié à Hovev Damari,  avec deux filles et vit à Tel Aviv . 
Elle a cinq frères et sœurs aînés. La famille de son père, les Gamliels, est une grande famille de Juifs yéménites vivant dans la ville natale de Gila, Gedera . Sa mère est une juive libyenne originaire de Tripoli . D'autres membres de la famille de Gila sont également des hommes politiques : son frère, Chaim, est/était président du Likoud à Gedera ; son frère, Yoel Gamliel, est maire de Gedera ; et un autre parent, Aryeh Gamliel , est un ancien membre de la Knesset du Shas . 
Le 3 octobre 2020, Gamliel a été testé positif au COVID-19 .  Gamliel n’a pas d’abord révélé aux enquêteurs du ministère de la Santé qu’elle avait voyagé de son domicile de Tel Aviv à Tibériade pour Yom Kippour pendant un confinement national. Elle avait plutôt déclaré aux enquêteurs du ministère de la Santé qu’elle avait contracté le COVID-19 auprès de son chauffeur. Après avoir découvert que Gamliel avait apparemment violé le confinement et n’avait pas été ouverte aux enquêteurs sanitaires, le Mouvement pour un gouvernement de qualité en Israël a appelé à sa démission de la Knesset